# Rivian
Rivian Automotive LLC (do roku 2011 též Mainstream Motors a Avera Motors) je americká automobilka sídlící ve městě Plymouth ve státu Michigan. Založena byla v roce 2009 RJ Scaringem, absolventem MIT s původní myšlenkou vývoje sportovního automobilu s nízkou spotřebou paliva. Scaringe tuto myšlenku následně přehodnotil a začal se věnovat vývoji elektromobilů. V roce 2016 firma zakoupila bývalou továrnu Mitsubishi ve městě Normal (Illinois). Koncem roku 2018 poté společnost představila dva čistě elektrické vozy; Rivian R1T, Rivian R1S, jejichž produkce byla zahájena roku 2021. V roce 2024 Volkswagen oznámil investici ve výši 5 miliard dolarů do společnosti Rivian. Dohoda zahrnuje počáteční investici 1 miliardy dolarů do výroby elektrických nákladních vozů a SUV Rivian, přičemž dalších 4 miliardy dolarů bude investováno postupně.